# (221149) Cindyfoote
(221149) Cindyfoote est un astéroïde de la ceinture principale.

## Description
(221149) Cindyfoote est un astéroïde de la ceinture principale. Il fut découvert le 3 octobre 2005 aux Monts Santa Catalina par le projet CSS. Il présente une orbite caractérisée par un demi-grand axe de 2,61 UA, une excentricité de 0,03 et une inclinaison de 3,9° par rapport à l'écliptique.

## Compléments